# Puerta de Holsten
La Puerta de Holsten (en alemán Holstentor) es una de las antiguas puertas de la ciudad de Lübeck, que marca el límite occidental de la parte medieval de la ciudad. Está construida de ladrillo en estilo gótico báltico.
Su forma característica la ha convertido en el símbolo de la ciudad. Junto con el centro histórico de Lübeck forma parte del Patrimonio de la Humanidad de la Unesco desde el año 1987.

## Apariencia

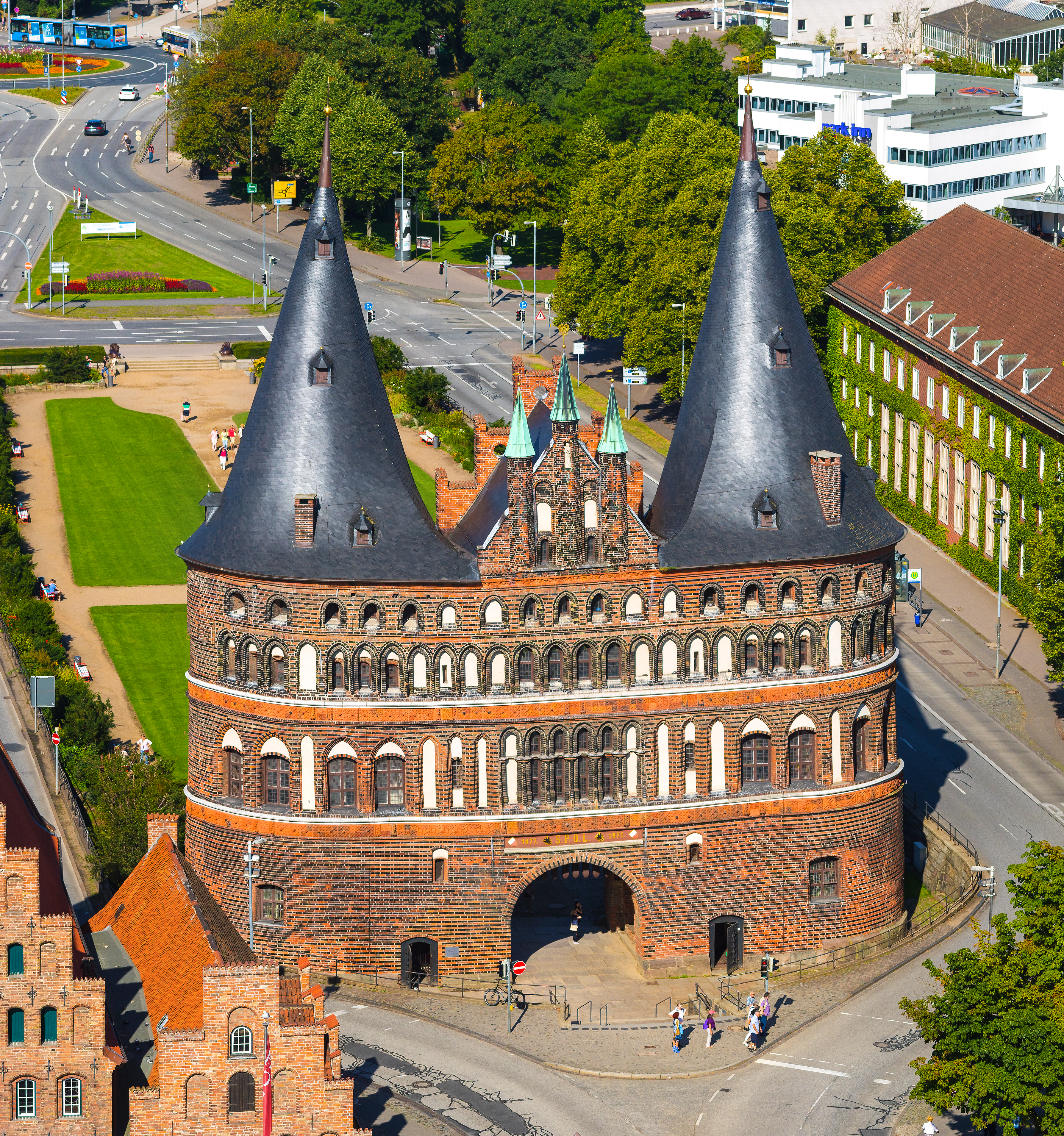
Vista del conjunto

La puerta de Holsten consiste en la torre norte, la torre sur y un edificio central que las conecta. Las torres son semirredondas y están rematadas por un techo cónico. El edificio central tiene un arco que permite el paso y está rematado en ambos lados por un hastial escalonado. En el punto más ancho de su radio las torres se extienden a 3,5 metros del edificio central.
La apariencia del edificio varía dependiendo si es visto desde el lado de la ciudad al este o desde el campo abierto en el oeste. Visto desde la ciudad, el edificio parece una sola unidad, mientras que visto desde fuera,  se diferencian claramente las tres partes que lo constituyen.

### El paso central y las inscripciones
Antiguamente había del lado del campo una puerta de dos hojas abatibles que no se ha conservado. El rastrillo fue instalado en 1934 y no forma parte de las fortificaciones originales. En su lugar había antes un llamado "órgano de pipas" (Orgelwerk), que consistía en barras de hierro que se podían subir o bajar individualmente para ensanchar o hacer más angosto el paso. De esta manera se podía regular el flujo de tráfico de personas o carretas en tiempos de paz, o bloquear la entrada completamente en caso de un ataque en tiempos de guerra.
Hay inscripciones en ambos lados del edificio central. En el lado de la ciudad, la inscripción es S.P.Q.L. y está enmarcada por los años 1477 y 1871. El primer año representa equivocadamente el año de construcción (que en realidad es 1478) y el segundo se refiere al año de la restauración de la puerta y la fundación del Imperio alemán. En cada lado hay además dos escudos heráldicos: el externo, con los colores rojo y blanco de la bandera de Lübeck, y el interno, con el fondo amarillo y el águila heráldica del Sacro Imperio. La inscripción está inspirada en la frase de la Antigua Roma: S.P.Q.R. (en latín: Senatus populusque Romanus) que significa "el senado y pueblo de Roma"; pero que en este caso se transforma en S.P.Q.L. (Senatus populusque Lubecencis) "el senado y pueblo de Lübeck". Esta inscripción fue añadida durante la restauración de 1871.
La inscripción del lado del campo: Concordia domi foris pax ("Armonía dentro, fuera paz"), que data también de 1871 y es una versión más corta de la que existía anteriormente: Concordia domi foris pax sane res est omnium pulcherrima ("Harmonía dentro, fuera paz, es en verdad el máximo de todos los bienes").

### Fortificaciones del lado occidental

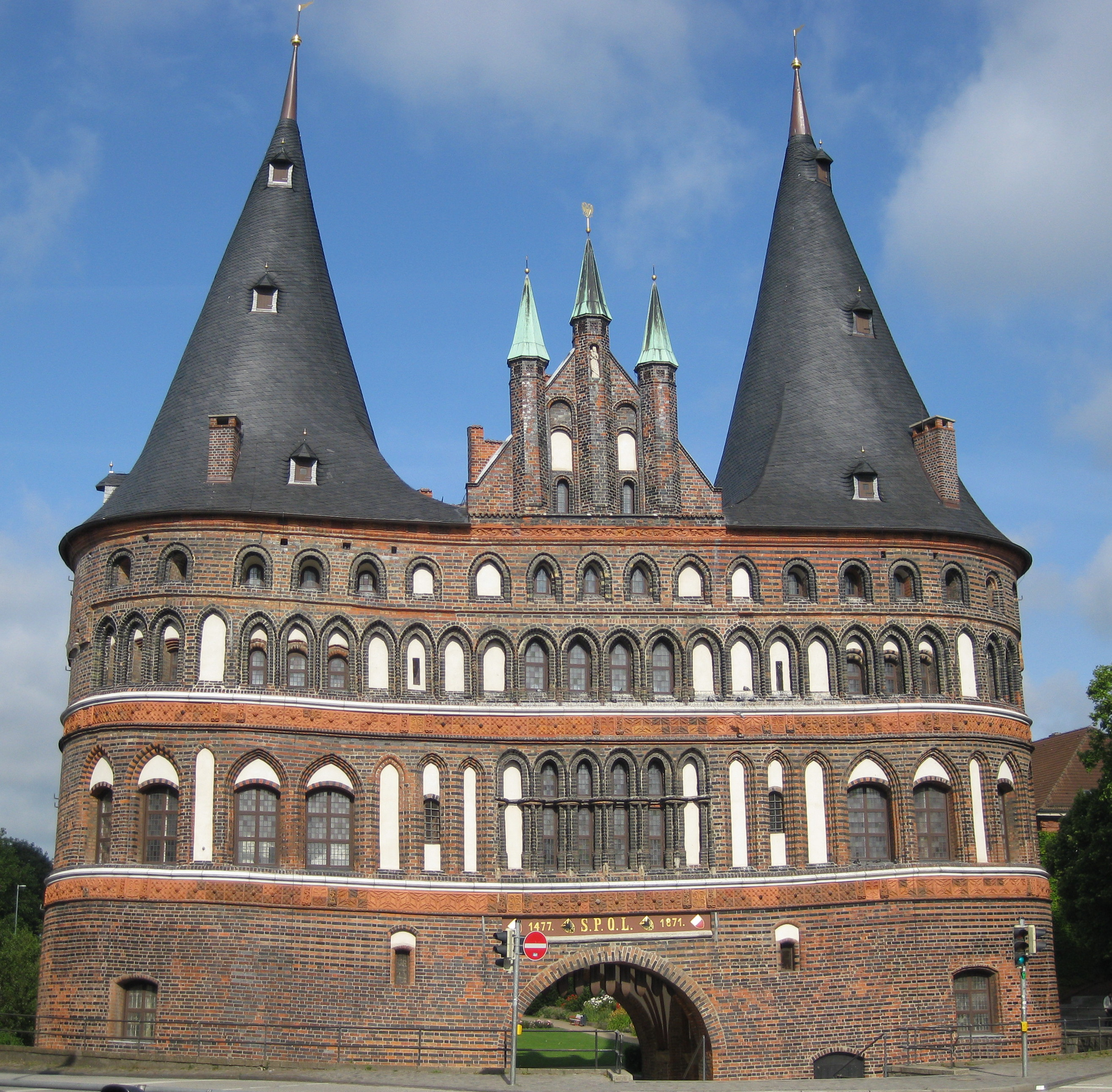
La Puerta de Holsten vista desde la ciudad.

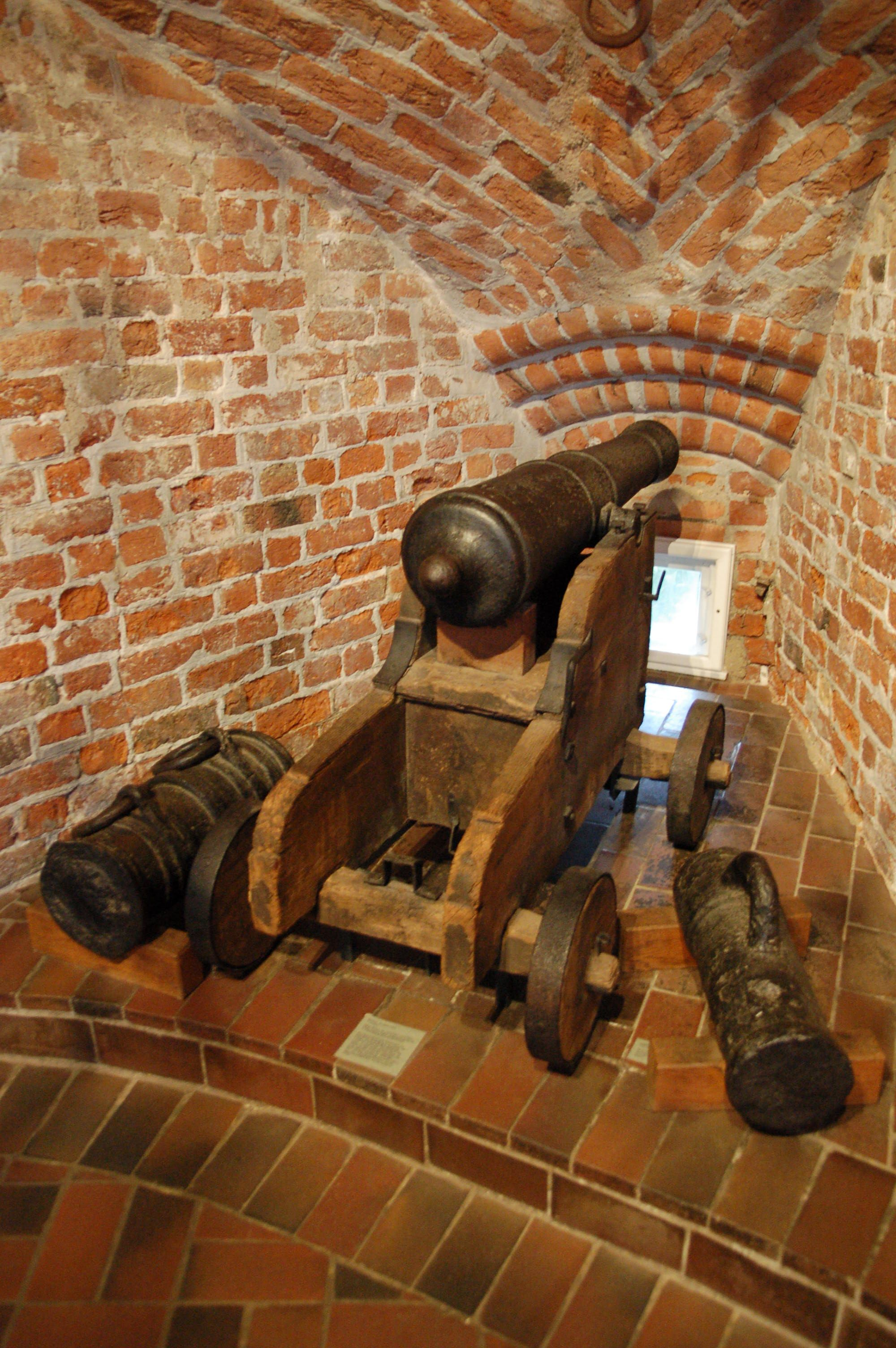
Reproducción moderna de un cañón dentro de la Puerta de Holsten.

En vista de su función, la fachada del lado que da a la ciudad se diferencia del lado que da al campo abierto. Mientras que la del lado de la ciudad está ricamente decorada con muchas ventanas, esto no sería práctico en el lado del campo en caso de un ataque. Por esta razón, en el lado del campo hay pocas ventanas, y las que hay son pequeñas en tamaño. Los muros de este lado tienen muchas aspilleras para hostigar a los posibles atacantes y son mucho más anchos: 3.5 metros en comparación con tan solo un metro de ancho en el lado de la ciudad. Una consideración durante la construcción pudo haber sido la posibilidad de poder destruir el edificio fácilmente desde la ciudad en caso de que cayera en manos enemigas.
En los primeros tres niveles de cada torre había tres cuartos de artillería con cañones de pequeño calibre, con sus respectivas aspilleras. Solo se conservan los cuartos de los dos niveles superiores, ya que debido al lento hundimiento del edificio a través de los siglos, los de la planta baja están a 50 centímetros bajo tierra. En el cuarto nivel hay además aspilleras para armas de fuego.
En el edificio central no hay aspilleras, y las ventanas que hay sobre el arco de entrada son para poder tirar brea o agua hirviendo sobre los atacantes.

### Ornamentación
La ornamentación más llamativa, sin ninguna función práctica, son las dos bandas de losa de terracota que rodean al edificio. Las losas individuales son cuadradas con lados de 55 centímetros. Cada una lleva uno de tres ornamentos, ya sea cuatro flores de lis heráldicas, un enrejado simétrico o tres acanos heráldicos. No hay ningún orden aparente en los símbolos recurrentes, pero cada grupo de ocho losas es seguido por una de forma diferente que contiene un escudo heráldico, ya sea un árbol estilizado o un águila heráldica de Lübeck. Los escudos en las losas están sostenidos a cada lado por un hombre.
Las bandas de terracota fueron reconstruidas entre 1865 y 1870 durante la restauración del edificio. Solo tres de las losas originales se conservan como muestras en el museo. Las nuevas losas mantienen el espíritu de las originales, pero se tomaron algunas libertades en la restauración. Por ejemplo: el diseño del águila es distinto al original.
Los hastiales tampoco fueron reconstruidos exactamente como los originales. Esto, sin embargo, no fue culpa de los restauradores, ya que para el siglo XIX los hastiales originales habían sido destruidos hacía muchos años y se desconocía su forma original. Para la reconstrucción del hastial del lado de la ciudad se usó una imagen de la "Puerta de Holsten" que había en una pieza del altar del monasterio de la ciudadela (Burg Kloster). Esta imagen muestra la fachada rematada con cinco pequeñas torres escalonadas, pero el paisaje fantástico que la imagen contiene, pone en duda la exactitud de la representación. Finalmente, el gablete del lado de la ciudad se hizo con solo tres torres.

### Interior
Los cuartos interiores de las torres son idénticos. La planta baja y el primer piso tienen los techos más altos, mientras que los de los pisos superiores son mucho más bajos. Dos angostas escaleras de caracol conducen hacia los pisos superiores. Ambas están entre el edificio central y la torre adyacente. En cada piso hay corredores que conectan las torres con el piso correspondiente del bloque central. En la torre norte, ha desaparecido el techo del segundo piso, por lo que el segundo y tercer piso forman un solo cuarto. Este cambio sucedió en la restauración de 1934 y no corresponde al plan original.
Detrás de cada aspillera hay un cuarto de artillería. Hoy en día en los cuartos de artillería del segundo piso hay cañones de pequeño calibre, pero estos no son los originales. Sobre cada cañón hay ganchos con cadenas que se conectaban al cañón para contrarrestar la reculada después de los disparos. Los cuartos de artillería superiores solo son accesibles por una escalera de mano.

## Historia

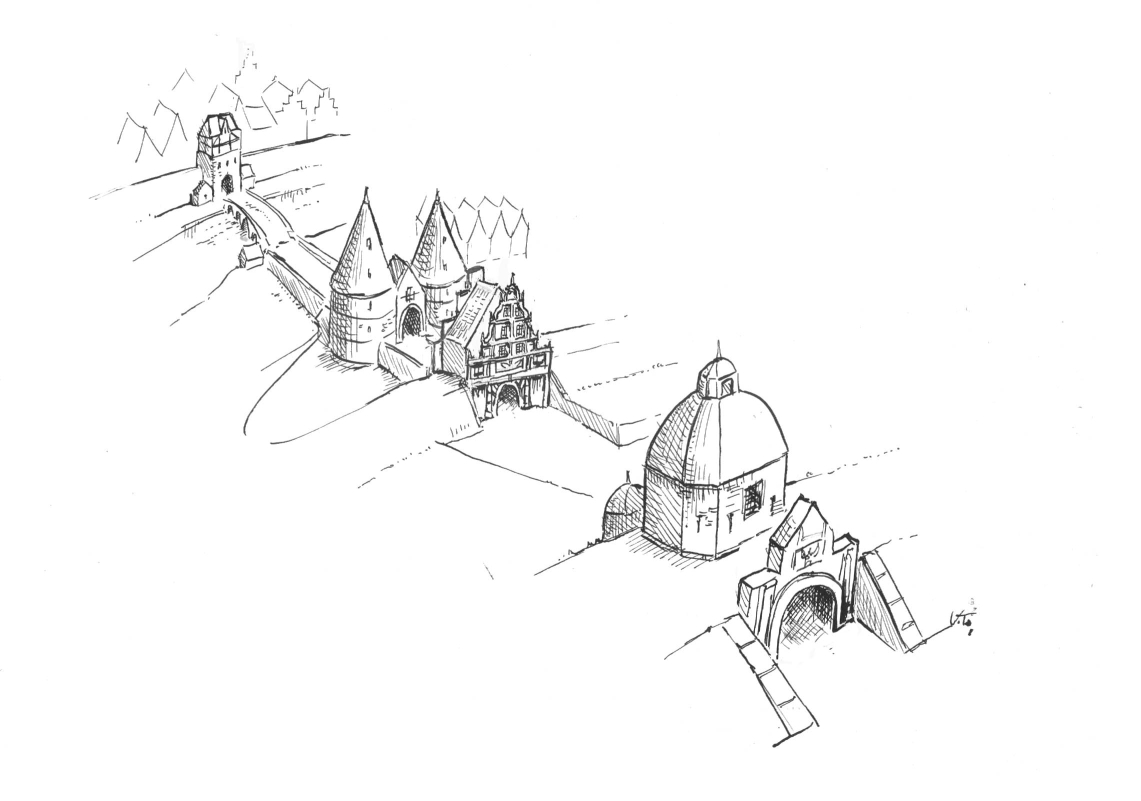
Dibujo del complejo de cuatro puertas alrededor de 1700.

La rica y atrayente ciudad de Lübeck sintió la necesidad de protegerse de posibles amenazas externas con muros y fortificaciones cada vez más fuertes a lo largo de los siglos. Por esta razón, tres puertas controlaban el acceso a la ciudad: La "Puerta de la Ciudadela" (Burgtor) al norte, la "Puerta del Molino" (Mühlentor) al sur y la "Puerta de Holsten" al oeste. En el lado oriental, la ciudad estaba protegida por el embalse del río Wakenitz. En este punto, la menos marcial "Puerta de Hüxter" (Hüxtertor) permitía la salida de la ciudad.
Al principio, las puertas de la ciudad eran muy sencillas, pero fueron fortificadas constantemente hasta que todas ellas llegaron a estar compuestas por tres niveles: una puerta externa, una media y una interna. Hoy en día solo quedan fragmentos de estas antiguas puertas de la ciudad. La que hoy en día se conoce como la "Puerta de la Ciudadela" (Burgtor), es solamente la que antiguamente era la puerta interna; las puertas media y externa ya no existen. El complejo de tres puertas de la "Puerta del Molino" (Mühlentor) ha desaparecido en su totalidad. Lo que hoy se conoce como la "Puerta de Holsten" es en realidad la puerta media; antes existía una "Puerta de Holsten" externa y otra interna, que eran más antiguas que la que se conserva. Antes había incluso una cuarta puerta llamada la "Segunda Puerta externa de Holsten". La historia de la "Puerta de Holsten" es, por lo tanto, la historia de cuatro puertas consecutivas de la que solo una se conserva.
Los nombres de las distintas puertas han cambiado a medida que distintos elementos han aparecido y desaparecido. La "puerta intermedia" fue en su debido momento la "puerta externa". Hasta el día de hoy existe gran confusión sobre los nombres de las distintas puertas cuando se estudian los documentos históricos. A continuación se describen las cuatro puertas y su historia.

### Puerta interna de Holsten

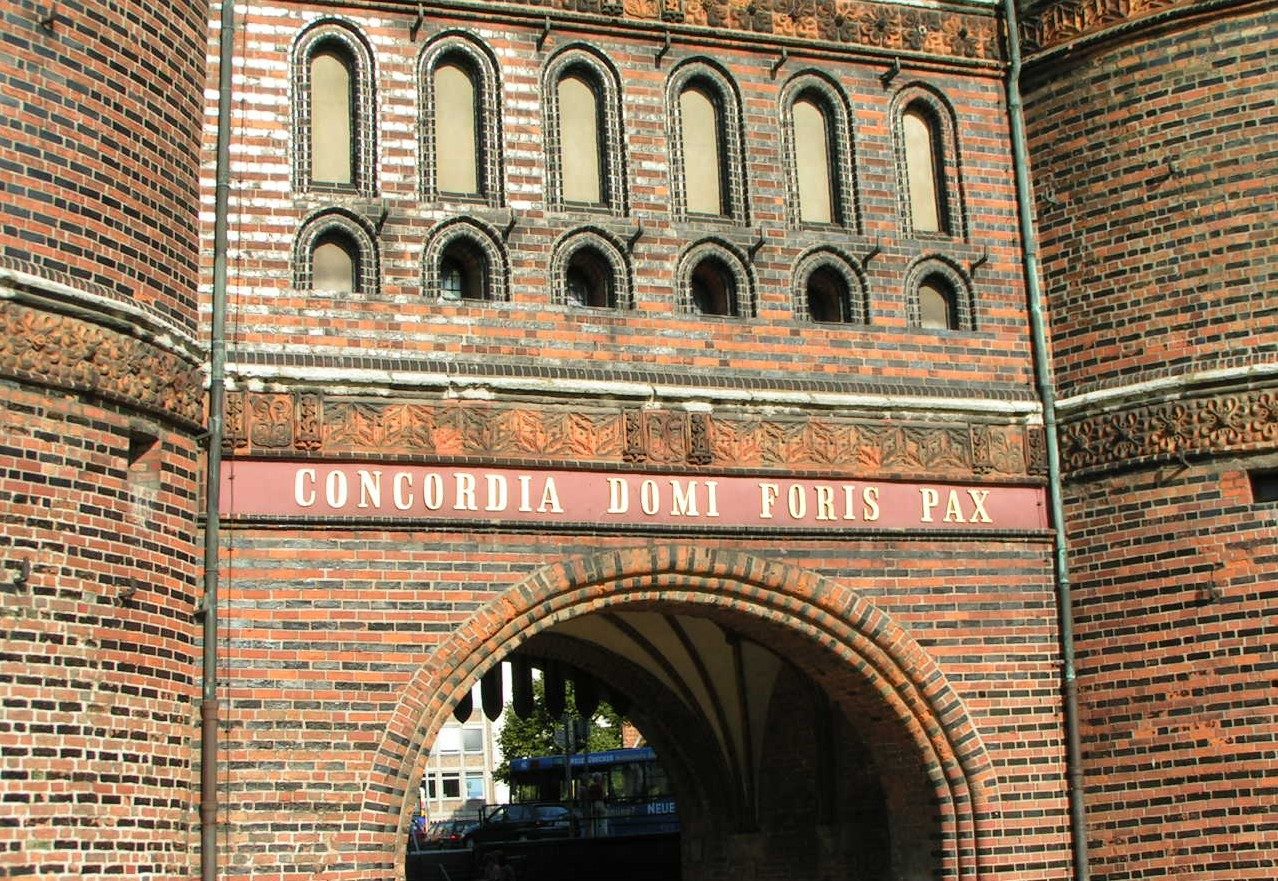
Detalle de la inscripción en el lado del campo abierto.

Era la más antigua de las puertas y estaba situada directamente a la orilla del río Trave. Para salir de la ciudad, había que pasar por la puerta para llegar al "Puente de Holsten" y cruzar el río. Se desconoce el año en que se construyó la puerta por primera vez en este lugar. El "Puente de Holsten" es mencionado por primera vez en 1216 en un documento firmado por el rey de Dinamarca y es probable que para esa época ya existiese una puerta y una muralla a lo largo de la ribera del Trave. La razón por la cual se dio al puente y a la puerta el nombre de "Holsten" es sencillamente porque la salida occidental de la ciudad conducía en dirección a Holstein.
Las crónicas históricas indican que tanto el puente como la puerta fueron renovados en 1376. Hay buena evidencia del aspecto que tenía en una xilografía de la ciudad de 1552 hecha por Elias Diebel.
En un momento desconocido durante el siglo XVII, la puerta interna fue reemplazada por una simple estructura de armazón de madera, posiblemente porque las fortificaciones externas que se habían construido mientras tanto hacían superflua una edificación más fuerte. Junto a la puerta interna estaba la casa del aduanero que vigilaba la entrada a la ciudad.
La puerta de armazón de madera fue sustituida en 1794 por una de hierro, que a su vez fue demolida en 1828, junto con la casa del aduanero y la muralla a lo largo del Trave.
Es probable que hubiese una puerta en la otra ribera del Trave, pero se desconoce su aspecto. Si esta puerta existió, fue demolida antes o después de la construcción de la puerta intermedia.

### Puerta intermedia de Holsten
En el siglo XV se decidió que el complejo existente era insuficiente. La proliferación de armas de fuego y cañones hizo necesarias fortificaciones más fuertes. Se construyó la "Puerta externa de Holsten", que luego pasaría a ser la intermedia y que hoy se conoce  sencillamente como la "Puerta de Holsten". La financiación fue procurada por un legado del concejal Johann Broling de 4.000 marcos de Lübeck. En 1464 el maestro de obras de la ciudad, Hinrich Helmstede, comenzó la construcción que fue concluida en 1478. El edificio se erigió sobre una colina de siete metros que fue creada para este propósito. Este arreglo demostró ser inestable incluso durante las obras. La torre sur empezó a hundirse y asentarse en la superficie fangosa, por lo que durante la construcción se procuró compensar la inclinación de la torre.
La historia de esta puerta continúa en la sección de restauración más abajo.

### Puerta externa de Holsten

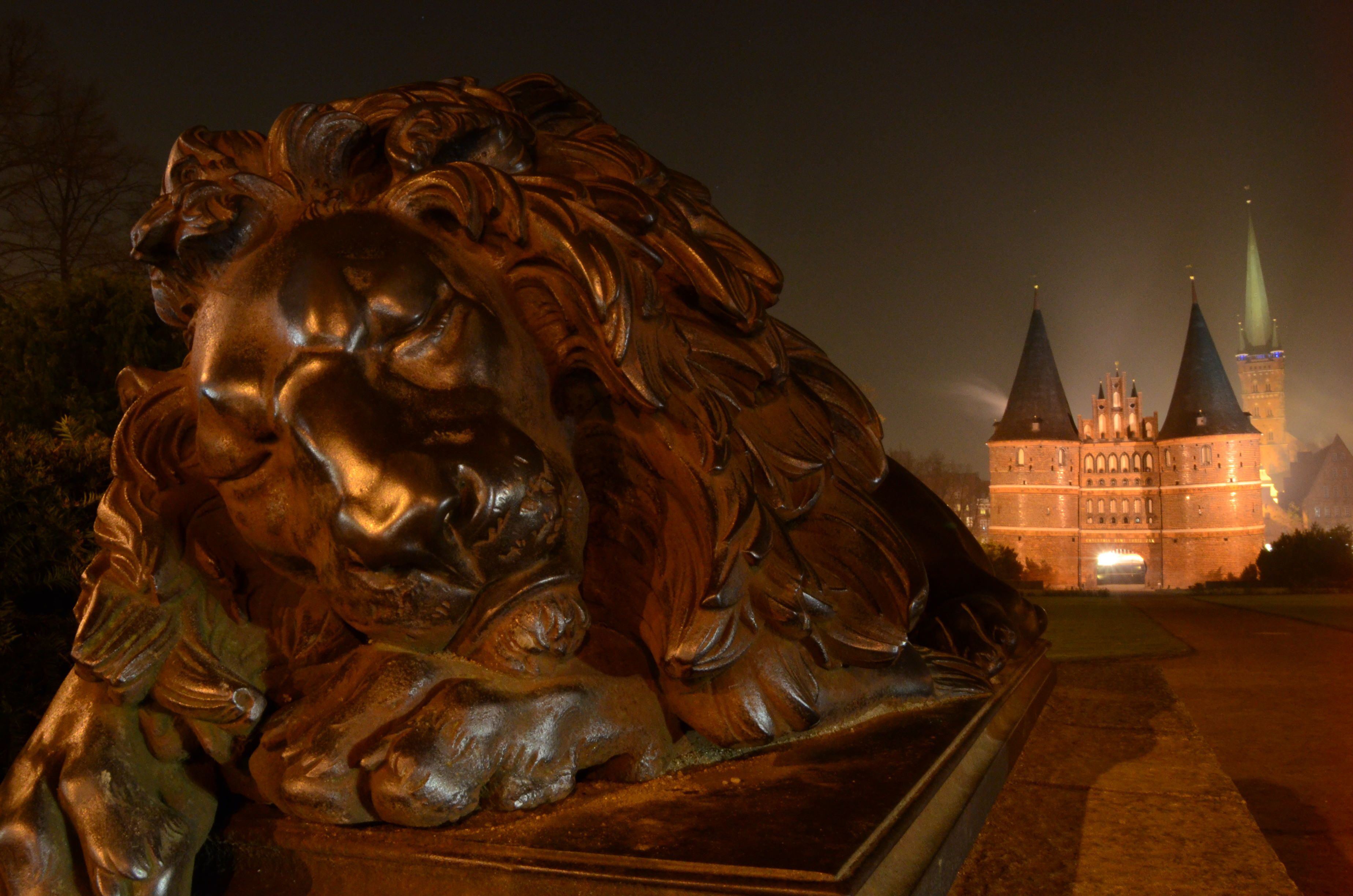
La Puerta de Holsten de noche con uno de los leones atribuidos a Christian Daniel Rauch.

La puerta exterior fue conocida como la "Puerta del Renacimiento", "La Antepuerta" o "La Puerta Chueca". Fue construida en el siglo XVI junto con una muralla adicional al oeste de la puerta, que hoy existe. La puerta externa fue completada en 1585. La nueva puerta bloqueaba de vista la que pasó a ser la "Puerta intermedia de Holsten" y el espacio amurallado entre ambas era conocido como el Zwinger.
La antepuerta era más pequeña que la aproximadamente cien años más vieja puerta intermedia, pero la fachada que daba al campo estaba ricamente decorada. En contraste, el lado de la ciudad era parco. La puerta externa fue la primera que tuvo una inscripción en el lado de fuera: Pulcra res est foris pax et concordia domis - MDLXXXV (en latín: Es maravilloso tener paz fuera y armonía dentro - 1585). Más tarde la inscripción fue trasladada al lado del campo abierto y se modificó a: Concordia domis et foris pax sane res est et omnium pulcherrima (latín: Armonía dentro y fuera paz es en realidad el máximo de todos los bienes). Unida a la puerta estaba la casa del "maestro de la muralla", que era responsable del mantenimiento de las fortificaciones.
El constructor de la "Puerta del Renacimiento" fue seguramente el arquitecto municipal, Herman von Rode, que basó la fachada en prototipos neerlandeses. Era, por ejempl,o directamente comparable con la Oosterpoort en Hoorn. La puerta permaneció en pie durante 250 años y sucumbió finalmente a la línea del ferrocarril. La puerta fue demolida en 1853 para dejar lugar a la primera estación de trenes de Lübeck y sus vías. Esta estación ya no existe y la presente estación está a 500 metros al oeste.

### Segunda Puerta externa de Holsten
Al principio del siglo XVII se construyeron unas nuevas murallas frente al foso de la ciudad bajo la supervisión del ingeniero militar Johann von Brüssel. En el marco de estas actividades se edificó una cuarta puerta en 1621, integrada completamente a la alta muralla y coronada con una torre octogonal. Sobre el arco de la puerta había una inscripción del lado de la ciudad: Si Deus pro nobis, quis contra nos (en latín: Si Dios está con nosotros, quien estará en nuestra contra). Del lado del campo otra decía: Sub alis altissimi (en latín: Bajo el ala del más alto). Esta fue la última de las cuatro puertas en ser construida, pero la primera en desaparecer en el año 1808.

### Demoliciones y restauración delsigloXIX

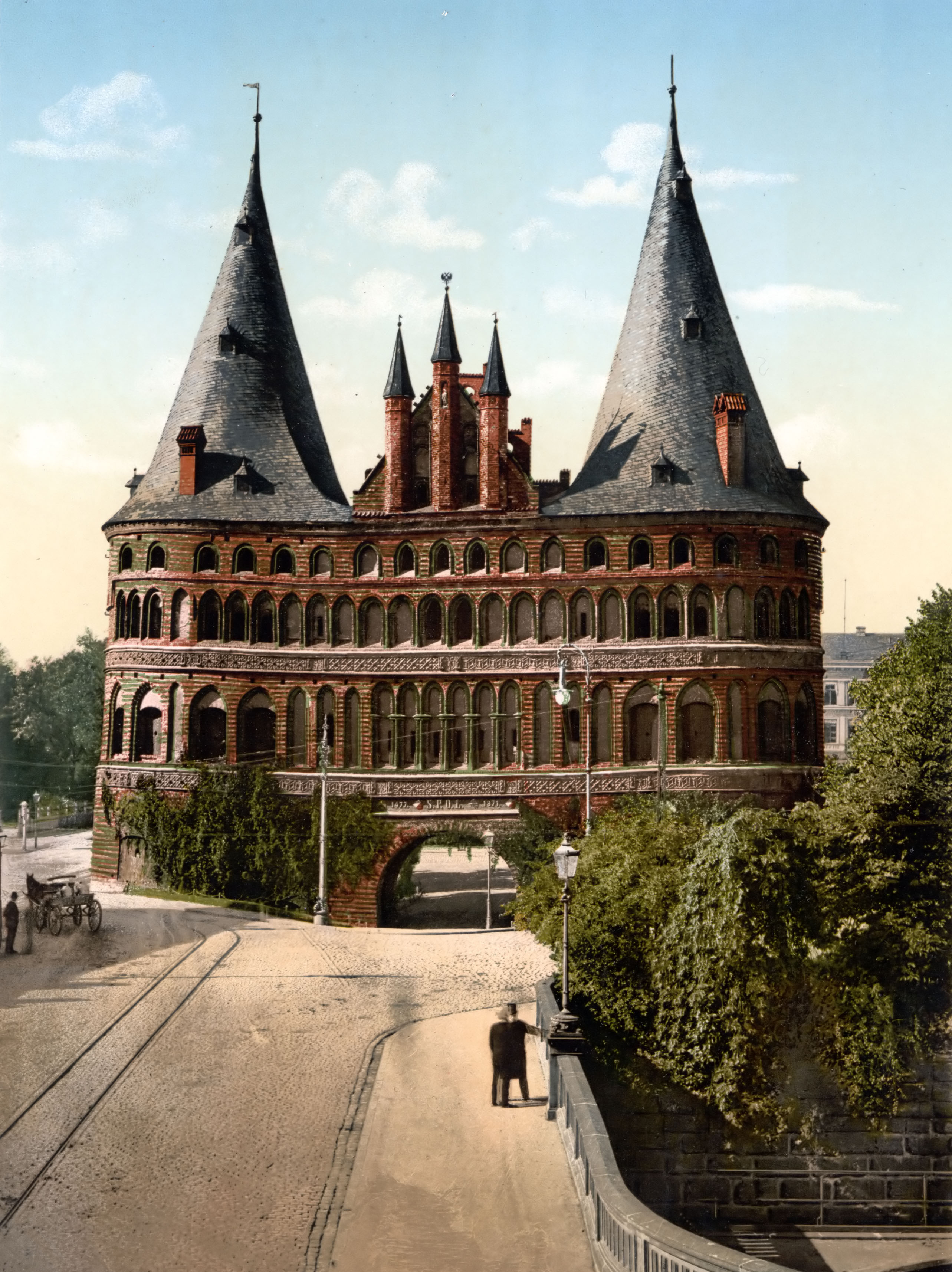
Vista de la Puerta de Holsten alrededor de 1900.

Con el crecimiento de la ciudad y la industrialización, las fortificaciones se convirtieron en un molesto obstáculo. En 1808 se demolió la segunda puerta externa, en 1828 la interna y en 1853 la primera puerta externa. Era solamente una cuestión de tiempo hasta que desapareciera también la "Puerta intermedia de Holsten", la única de las cuatro puertas que quedaba. De hecho, en 1855, algunos ciudadanos de Lübeck hicieron una petición al senado de la ciudad para demolerla porque impedía ampliar las instalaciones de la estación ferroviaria. Esta petición fue firmada por 683 ciudadanos.
Sin embargo, en esa época ya había también una creciente resistencia popular a la destrucción de edificios antiguos. En 1852 August Reichensperger escribió: "Incluso Lübeck, una vez la orgullosa cabeza de la Hansa, no parece poder soportar el brillo de su antigua gloria. Mutila, corta y cubre sin cesar para que pronto la "Ilustración moderna" no tenga ya nada más de que avergonzarse."
Cuando el rey Federico Guillermo IV de Prusia escuchó esto, envió al conservador de monumentos del reino, Ferdinand von Quast, "a salvar lo que quede por salvar."
La controversia sobre la demolición duró hasta 1863, cuando los ciudadanos de Lübeck decidieron por una mayoría de un solo voto no demoler el edificio y, en cambio, restaurarlo extensamente.
La puerta se encontraba en muy malas condiciones, ya que cada año se hundía unos centímetros más bajo la tierra.  Las aspilleras inferiores se habían hundido 50 centímetros y la inclinación de todo el edificio empezaba a ser peligrosa. Esto alteraba drásticamente la fuerza estática sobre la estructura, a tal punto que se temía un derrumbamiento. La "Puerta de Holsten" fue restaurada concienzudamente desde los cimientos hasta el año 1871. A partir de entonces cambió la relación de los lubequeses con la "Puerta de Holsten", pues ya no era vista como una molesta ruina, sino como símbolo de un orgulloso pasado. En 1925 la Asociación Alemana de Ciudades incluyó la "Puerta de Holsten" en su símbolo. A partir de 1901 el fabricante de mazapán Niederegger la incorporó en su marca, ejemplo que fue seguido por varios otros fabricantes lubequeses.

### Restauración de 1933/34
Como la torres continuaban inclinándose y no se podía descartar un derrumbe, se hizo necesaria una segunda restauración. Entre los años 1933 y 1934 la puerta fue estabilizada para que finalmente se alzara firme. En esta restauración se utilizaron anclas de hormigón armado para asegurar las torres, que además fueron amarradas con cintos de hierro.
Se introdujeron asimismo cambios que no correspondían al carácter original de la puerta, tales como la fusión de dos pisos en la torre norte que se ha mencionado anteriormente. Los nazis convirtieron la "Puerta de Holsten" en un museo, el llamado "Salón de la fama y el honor" que pretendía presentar la historia de Lübeck y Alemania desde una perspectiva ideológica nacionalsocialista.
En la segunda mitad del siglo XX se hicieron reparaciones menores que no se atienen a los estándares actuales de conservación.

### Restauración de 2005/06
Entre marzo de 2005 y diciembre de 2006, la "Puerta de Holsten" volvió a ser restaurada. Los costos de las reparaciones se estiman en un millón de euros, de los cuales €498.000 (la estimación original) fueron proporcionados por la Deutsche Stiftung Denkmalschutz (Fundación alemana de protección de monumentos) y la Fundación Possehl. El resto del importe fue recaudado mediante donaciones privadas y empresariales. Una cruz gamada, que había sido agregada en 1934, fue extraída y robada por personas desconocidas unos días después de que se instalara el andamio.  Se piensa que esta era la última cruz gamada en un edificio público de Alemania. Originalmente se planeaba cubrirla con una placa de metal con la inscripción "2006" para conmemorar el fin del los trabajos de restauración.
La puerta fue reabierta al público el 2 de diciembre de 2006 con un espectáculo de luces del artista Michael Batz.

## La Puerta de Holsten hoy en día
Desde 1950 la "Puerta de Holsten" sirve nuevamente como museo, esta vez de la historia de la ciudad. Se exhiben descubrimientos arqueológicos de la antigua Lübeck, modelos e ilustraciones del desarrollo de la ciudad en tiempos medievales y modelos de barcos de la Liga Hanseática, como el Adler von Lübeck (Águila de Lübeck). No todo en el museo era históricamente exacto, ya que se exhibía una cámara de tortura con calabozo, potro y otros instrumentos de tortura, que nunca existieron en la "Puerta de Holsten".
El área frente a la "Puerta de Holsten" fue diseñada por Harry Maasz y en ella hay dos monumentales esculturas de leones reclinados que datan de 1823 y que se atribuyen a Christian Daniel Rauch. Es posible que hayan surgido de una colaboración con Th. Kalide (1801-1863) en el taller de Rauch. Uno de los leones duerme mientras que el otro mira atentamente. En un principio los leones se encontraban frente a la casa construida en 1840 por el comerciante y coleccionista de arte lubequés Johann Daniel Jacobj en la calle Petergrube 19. Desde 1873 hasta su destrucción durante la Segunda Guerra Mundial en 1942, los leones estuvieron frente al "Hotel Hamburg" y no fue sino hasta años más tarde que se instalaron frente a la "Puerta de Holsten". Los leones son complementados al otro lado de la calle por la escultura de bronce de un antílope andante del escultor Fritz Behn.

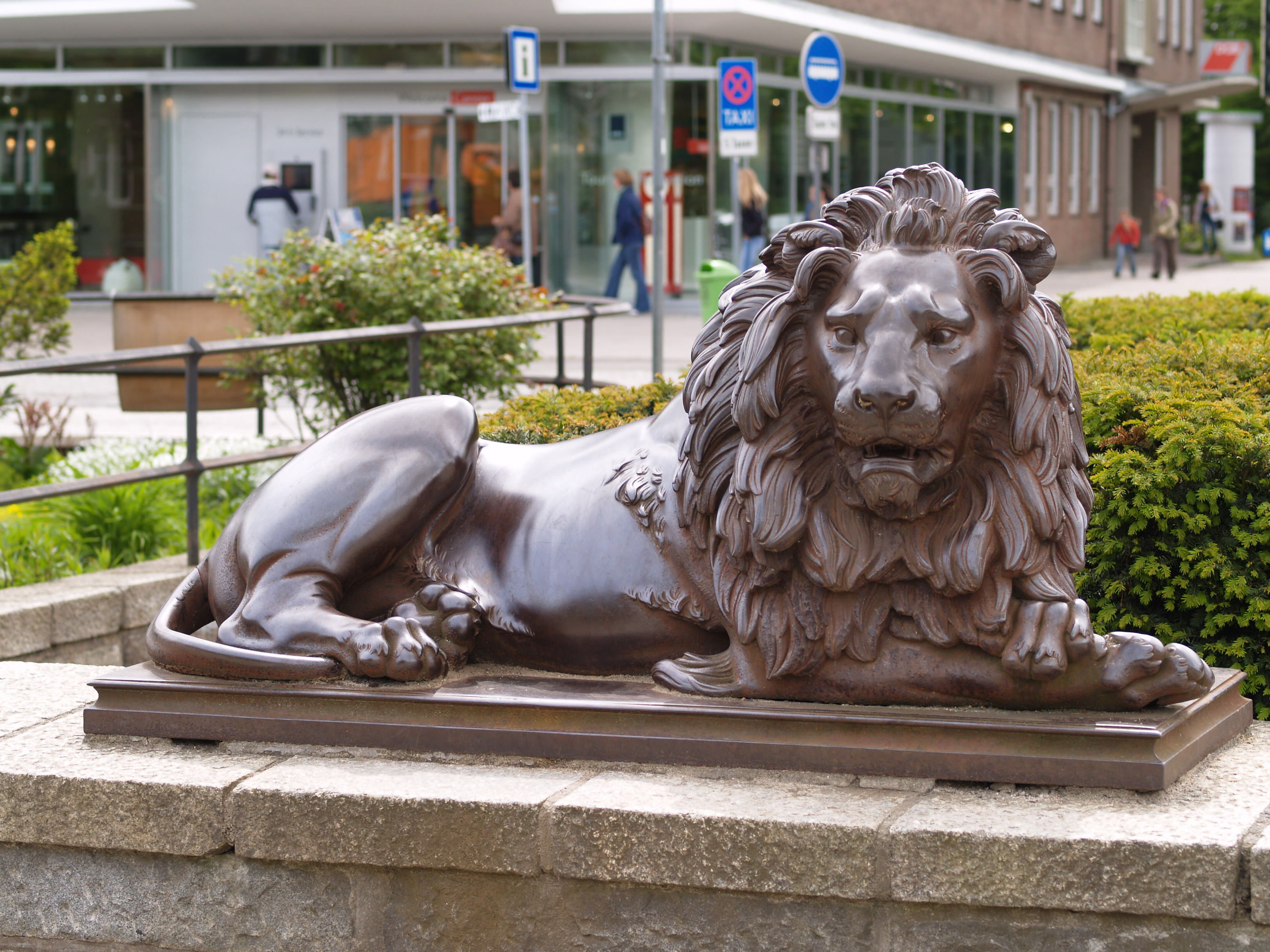
León en guardia.
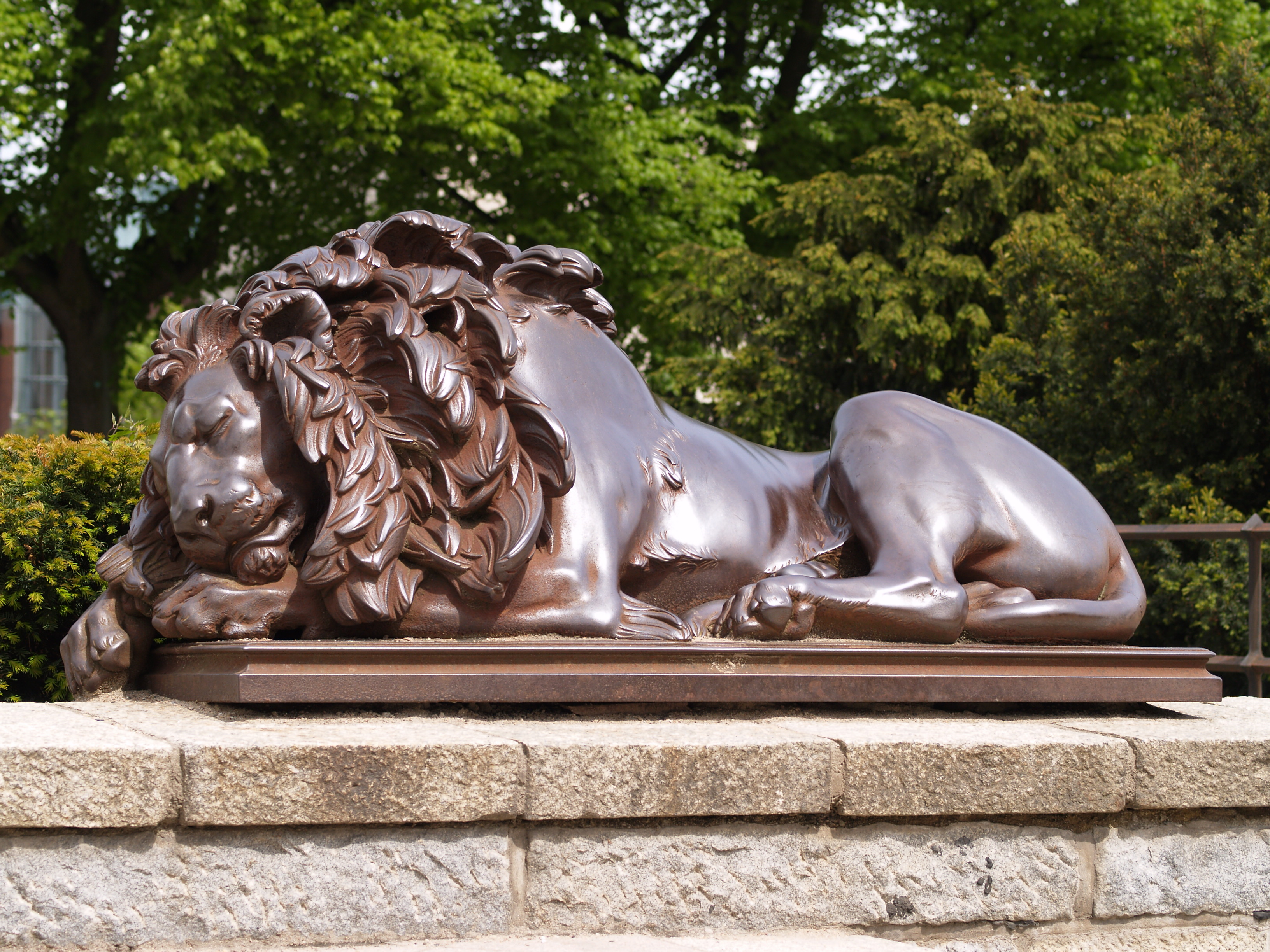
León durmiendo.
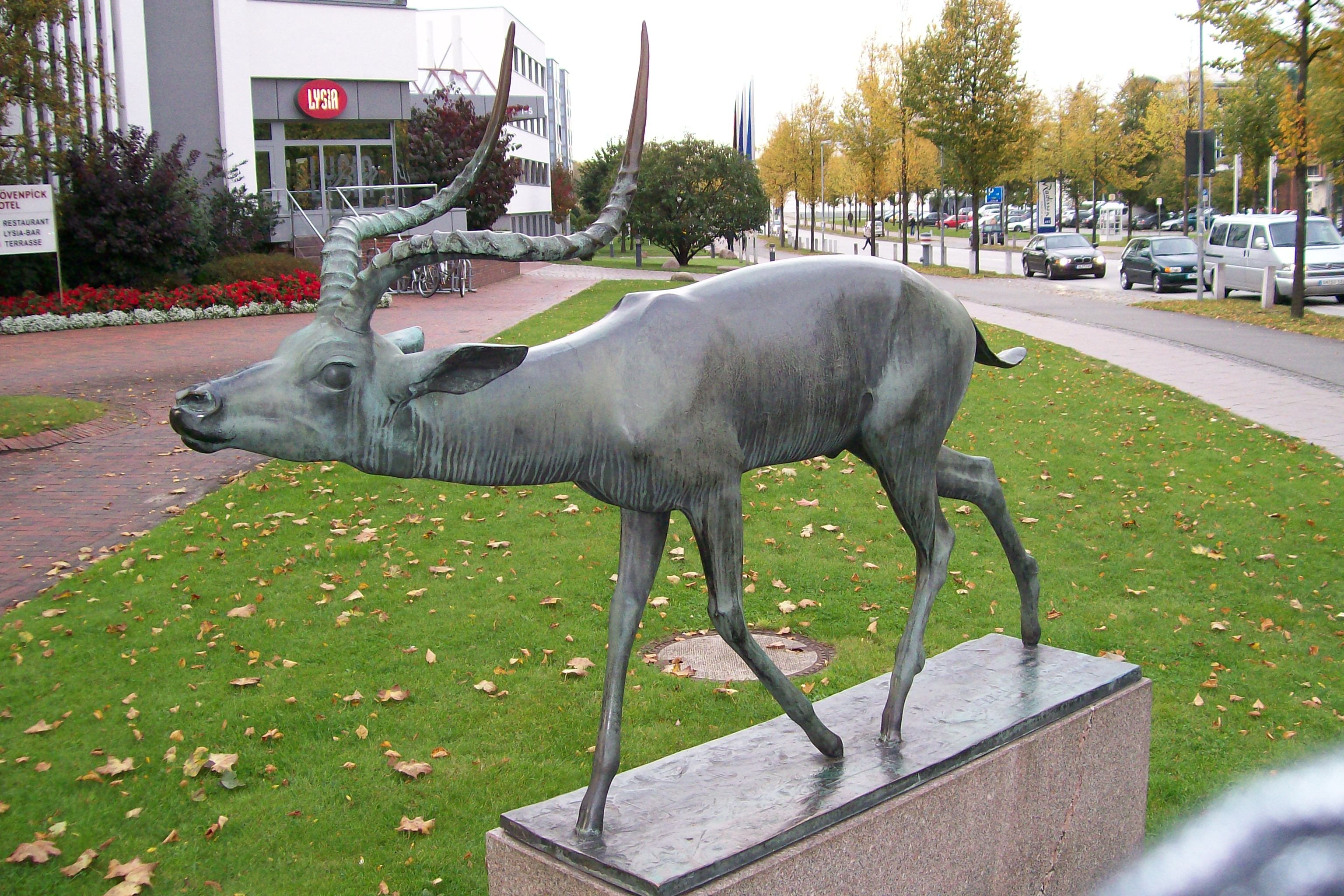
Antílope andante.

En el año 2002 fue modernizado el museo. La apócrifa cámara de tortura fue desmontada y las salas de exposiciones fueron reacondicionadas de acuerdo a un nuevo concepto que integra imagen, sonido y documentación.

## Alrededores
La "Puerta de Holsten" está localizada en el complejo de la muralla de Lübeck, en la principal calle de acceso que conecta la estación central de ferrocarril con el suburbio de San Lorenzo y cruzando el Puppenbrücke (Puente de las marionetas). La Holstentorplatz (Plaza de la Puerta de Holsten) tiene a un lado la filial del Deutsche Bundesbank con una nueva construcción que extiende el original Reichsbank hacia la parte posterior. Al otro lado, entre el Salzspeicher (Almacén de sal) y el edificio de la Federación Alemana de Sindicatos, está la Holstentorhalle, una sala de conferencias y exhibiciones en el estilo de lexpresionismo en ladrillo. El edificio fue renovado entre los años 2005 y 2007 por la Fundación Possehl para crear salas de ensayo y estudio para la Escuela Superior de Música de Lübeck.

## Miscelánea
Un grabado de la "Puerta de Holsten" estaba al reverso de los billetes de 50 marcos alemanes entre 1960 y 1991.
La "Puerta de Holsten" figura en las monedas alemanas de dos euros acuñadas en 2006. Esta fue la primera moneda conmemorativa de una serie anual de dieciséis monedas, una por cada estado federado de Alemania. Se acuñaron un total de treinta millones de monedas.
La "Puerta de Holsten" también ha aparecido en el diseño de diversas estampillas. En el año 2000 apareció dentro de la serie "Atracciones turísticas" con un valor de 5.10 marcos alemanes.